# Gallos Blancos de Hermosillo
Il Gallos Blancos de Hermosillo è stata una società calcistica messicana con sede ad Hermosillo.

## Storia
Le origini del club risalgono alla stagione 1994-1995 di Primera División quando il Tampico Madero, a 9 giornate dal termine del campionato, si spostò a Querétaro a causa di alcuni problemi con lo stadio cambiando nome in TM Gallos Blancos. La squadra retrocesse ed in vista della stagione 1995-1996 di Primera A i vertici societari decisero di cambiare nuovamente sede spostandosi ad Hermosillo, città del nord-ovest del Paese.
Il club disputò una stagione oltre le aspettative chiudendo al quarto posto della classifica generale e qualificandosi per la Liguilla, dove sconfisse in semifinale il La Piedad prima di venire sconfitto all'atto finale dal Pachuca, vittorioso per 2-1 in entrambi gli incontri.
Nonostante la buona stagione appena conclusa, i Gallos Blancos si ritrovarono con numerosi problemi finanziari ai nastri di partenza del Torneo Invierno 1996, fatto che causò attriti con la federazione messicana. Dopo aver perso a tavolino le prime quattro partite la società venne estromessa dal campionato, evento che segnò la fine del club bianco-blu.

## Risultati
- Primera División A

Finalista: 1995-1996